# Афанасьєв Григорій Васильович
Григо́рій Васи́льович Афана́сьєв (рос. дореф. Григорiй Васильевъ Афанасьевъ; близько 1804 — після 1845) — кораблебудівник XIX століття, полковник корпусу корабельних інженерів, будівельник вітрильних кораблів Чорноморського флоту Російської імперії.

## Життєпис
Народився близько 1804 року в родині солдата. З 1815 року навчався в Миколаївському артилерійському училищі. Випущений юнгою, протягом 1820—1823 років служив у Миколаєві в Морській артилерійській бригаді. Проведений в каноніри 2-ї статті у 1820 році, протягом 1821—1823 років — унтерофіцер. 
У 1823 році переведений до Херсонської кораблебудівної контори тіммерманським учнем 1-го класу. У 1827 перейменований на кондуктори 1-го класу корпусу корабельних інженерів. У 1829 році проведений в прапорщики, у 1837 — підпоручники, 1840 — в поручники. З 1823 по 1827 роки в Херсоні розробляв креслення суден і розбивав їх на плазі, брав участь у проведенні суден через Дніпровські мілини.
Із 1827 року перебував при будівництві кораблів у Миколаївському адміралтействі.
З 1829 року виконував креслення планових робіт по першому в Чорному морі 120-гарматному вітрильному лінійному кораблю Чорноморського флоту «Варшава», розрахунки яких провів командувач флоту адмірал О. С. Грейг. З 1832 року прапорщик корпусу корабельних інженерів Афанасьєв був помічником головного будівельника цього корабля, полковника І. Я. Осмініна. Будівництво «Варшави» провели за рекордно короткі терміни — півтора року. 6 листопада 1833 року корабель спущено на воду.
12 вересня 1834 року в Миколаївському адміралтействі Афанасьєв самостійно заклав і збудував своє перше судно — 10-гарматний тендер «Спішний», спущений на воду 4 червня 1835 року. 19 жовтня 1836 року заклав на стапелі Миколаївського адміралтейства вітрильний транспорт «Інгул», який спустив на воду 5 вересня 1837 року.
4 жовтня 1838 року поручник корпусу корабельних інженерів Афанасьєв заклав одну з п'яти шхун типу «Гонець» — 16-гарматну вітрильну шхуну «Забіяка», спущену на воду 24 серпня 1839 року. Паралельно з будівництвом шхуни «Забіяка» Афанасьєв у жовтні 1838 року розпочав будівництво трьох 16-гарматних бригів. 17 листопада 1839 року спущено на воду бриг «Фемістокл», 23 червня 1840 року — однотипний бриг «Персей», і 26 липня 1842 року — бриг «Еней».
26 липня 1842 року Афанасьєв заклав у Миколаївському адміралтействі два 18-гарматних бриги типу «Паламед» — «Птолемей» і «Тезей». Спущені на воду 9 вересня 1845 року, бриги брали участь у Кримській війні 1853—1856 років. Паралельно з будівництвом бригів полковник корпусу корабельних інженерів Афанасьєв з 1844 року будував у Миколаєві дві 10-гарматні шхуни «Нудна» та «Похмура».
Усього з 1827 по 1845 роки побудував близько 70 суден, переважно дрібних. За швидке та якісне спорудження суден нагороджений орденом Святого Станіслава 3-го ступеня та грошовими преміями.